# Gloria Muñoz
Gloria Rodríguez Gallego (Madrid, 9 de juliol de 1948), coneguda artísticament com a Gloria Muñoz, és una actriu espanyola.

## Biografia
El seu pare era del quadre d'actors de Radio Madrid i des de molt nena veia com es feien les radionovel·las, que llavors es deien serials.
Va començar en 1965 en la companyia de Amelia de la Torre i Enrique Diosdado. Va iniciar aviat la seva participació en el teatre independent com a membre de Tábano (especialment a Castañuela 70) i Los Goliardos. Ha alternat els seus treballs en cinema amb el teatre, amb directors com José Luis Gómez, Mario Gas, Carme Portaceli, Calixto Bieito, Gerardo Malla o Claudio Tolcachir.
Entre les nombroses pel·lícules en les quals ha treballat destaquen La vida alegre (1987), de Fernando Colomo, La flor de mi secreto (1995), de Pedro Almodóvar, Manolito Gafotas (1999), de Miguel Albaladejo o El Bola (2000), d'Achero Mañas.
S'ha prodigat igualment en sèries de televisió, entre elles Los jinetes del alba (1990), Mar de dudas (1995), Menudo es mi padre (1996-98), Policías, en el corazón de la calle (2001-02), Manolito Gafotas (2004), El síndrome de Ulises (2007-08), Gran Reserva (2011-2013), La que se avecina (2017) i Señoras del (h)AMPA (2019).
En 2015 fitxa per Bajo sospecha, interpretant Pilar. El 2017 fitxa per Llueven Vacas i el 2018 surt a la sèrie de Televisió Espanyola: La otra mirada que compta amb la renovació d'una segona temporada.
Té dos fills haguts amb sengles professionals del teatre: Felipe, il·luminador, amb l'actor Santiago Ramos, i Julián, actor, amb el director José Antonio Ortega.

## Premis
Premis de la Unión de Actores
| Any  | Categoria                                     | Muntatge/Pel·lícula               | Resultat   |
| ---- | --------------------------------------------- | --------------------------------- | ---------- |
| 2010 | Millor actriu protagonista de teatre          | Todos eran mis hijos              | Guanyadora |
| 2003 | Millor actriu protagonista de teatre          | Las bicicletas son para el verano | Guanyadora |
| 2000 | Millor interpretació de repartiment de cinema | El Bola                           | Nominada   |
| 1992 | Millor interpretació secundària de teatre     | Entre tinieblas                   | Guanyadora |

Premis Max
| Any  | Categoria                    | Muntatge                           | Resultat   |
| ---- | ---------------------------- | ---------------------------------- | ---------- |
| 2008 | Millor actriu de repartiment | Homebody/Kabul (En casa, en Kabul) | Guanyadora |
| 2004 | Millor actriu protagonista   | Las bicicletas son para el verano  | Nominada   |

Premis Teatro de Rojas
| Any  | Categoria                     | Muntatge             | Resultat |
| ---- | ----------------------------- | -------------------- | -------- |
| 2011 | Millor interpretació femenina | Todos eran mis hijos | Nominada |

Premis Simón del Cinema Aragonès
| Any  | Categoria            | Muntatge  | Resultat |
| ---- | -------------------- | --------- | -------- |
| 2012 | Millor interpretació | Ahora, no | Nominada |

Festival de Cinema de Sant Joan d'Alacant
| Any  | Categoria                          | Muntatge  | Resultat   |
| ---- | ---------------------------------- | --------- | ---------- |
| 2013 | Premi del Jurat a la Millor actriu | Ahora, no | Guanyadora |